# Hossein Shahabi

Hossein Shahabi (persiska: حسین شهابی), född 28 november 1967 i Tabriz, död 22 januari 2023 i Karaj i Alborz, var en iransk filmregissör och manusförfattare.

## Filmografi som regissör
| År   | Svensk/engelsk titel   | Originaltitel | Translitteration  |
| ---- | ---------------------- | ------------- | ----------------- |
| 2016 | Cancern period         | دوران سرطانی  | dorane saratani   |
| 2014 | den Sale               | حراج          | Haraj             |
| 2013 | Bright Day             | روز روشن      | rooz-e roshan     |
| 2012 | För tydlighetens Mahdi | بخاطر مهدي    | Be khatereh mahdi |
| 2001 | Foto                   | عكس           | Aks               |
| 2000 | Krig och Treasure      | جنگ و گنج     | Jang o ghanj      |